# Standing NATO Mine Countermeasures Group 2
Standing NATO Mine Countermeasures Group 2 o SNMCMG2 è uno dei due gruppi navali permanenti di contromisure mine della NATO, dipendente dall'Allied Maritime Command, composta principalmente da unità navali di stati del Mediterraneo, anche se come nello Standing NATO Maritime Group 2 si registra la presenza di unità di marine del Nord Europa. Fino al 1º gennaio 2005 la sua denominazione era Mine Countermeasures Force South o MCMFORSOUTH, mentre dal 27 maggio 1999, data della sua attivazione, e fino al 3 settembre 2001 la sua denominazione era stata Standing Mine Countermeasures Force in the Mediterranean o MCMFORMED. I suoi teatri operativo sono il Mediterraneo e le acque del Mar Rosso, ma è la forza pronta all'impiego ovunque la NATO lo richieda.

## Storia
La Standing Mine Countermeasures Force in the Mediterranean' (MCMFORMED) era stata costituita nel maggio del 1999 per operare in Adriatico nell'ambito dell'Operazione Allied Force durante la guerra del Kosovo. MCMFORMED e la forza gemella Standing Naval Force Channel (STANAVFORCHAN) nel giugno 1999 hanno operato in Adriatico per rimuovere gli ordigni disseminati durante l'operazione Allied Force. La forza combinata comprendeva undici tra cacciamine e dragamine e una nave di supporto. L'operazione, denominata Allied Harvest, è iniziata il 9 giugno 1999. Le attività di ricerca sono iniziate tre giorni dopo ed è durata 73 giorni. In totale  furono localizzati 93 ordigni nelle nove aree bonificate per una superficie marina bonificata di 1.041 miglia nautiche quadrate (3.570 km2; 1.379 miglia quadrate).

L'Alpino in qualità di nave comando MCMFORSOUTH durante l'esercitazione Cooperative Partner 2004
Il pattugliatore di squadra Bersagliere impegnato nel golfo di Aqaba in qualità di nave comando SNMCG2 nel marzo 2005

## Organizzazione

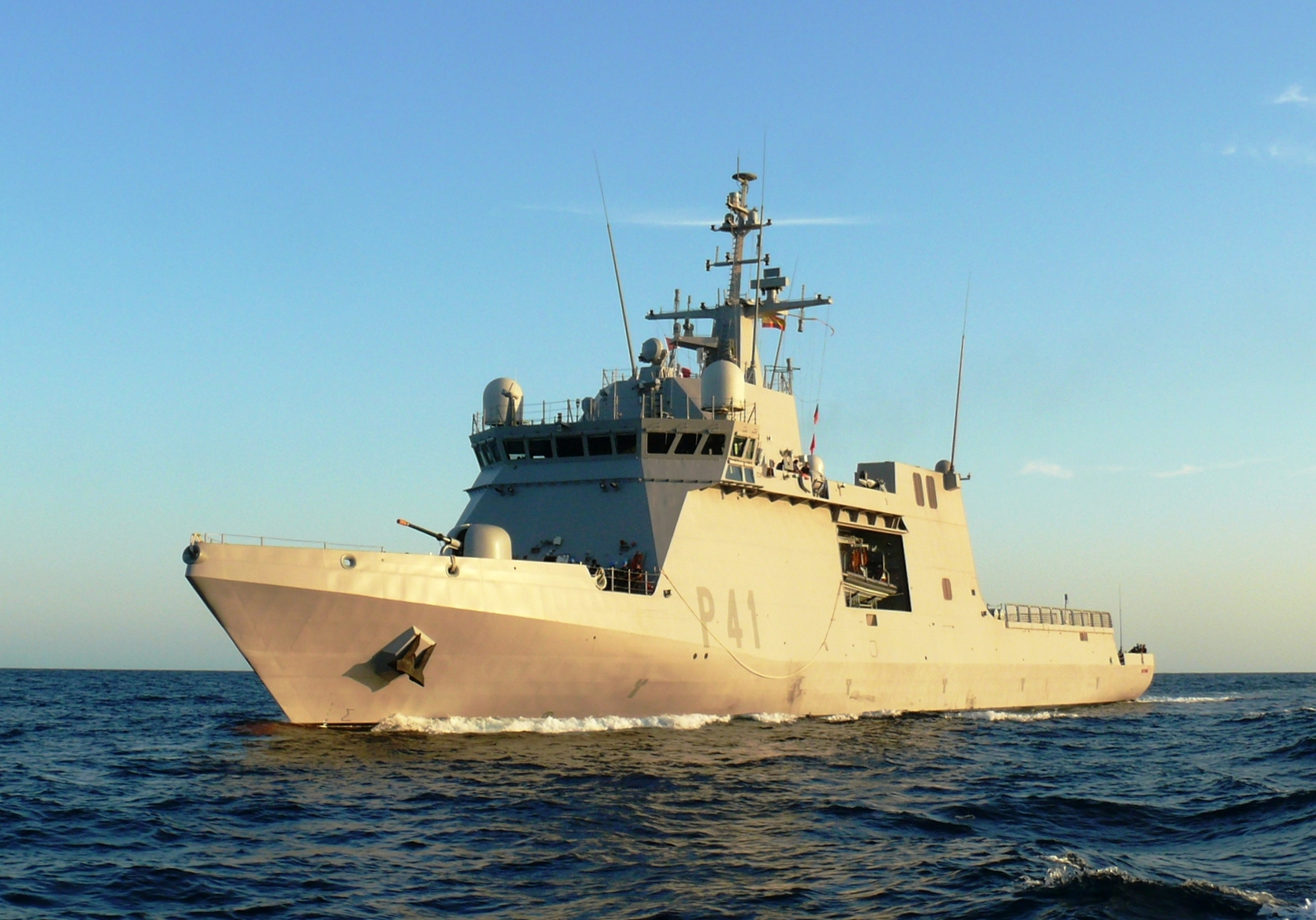
l'attuale nave ammiraglia SNMG2 ESPS Meteoro

SNMCMG2 è una componente della NATO Response Force (NRF) la forza di risposta rapida della NATO alle dipendenze del Comando marittimo alleato di Northwood
Generalmente il gruppo, che è parte della NATO Response Force è formato da otto dragamine/cacciamine, più una nave appoggio con funzioni di comando, appartenenti alle Marine di Belgio, Germania, Grecia, Italia, Spagna, Turchia, Regno Unito e Stati Uniti ed al suo comando si avvicendano gli stati che ne fanno parte.
Il suo attuale comandante è il capitano di fregata: Javier Nunez De Aparicio della Marina Militare Spagnola.
Attualmente il gruppo navale è composto da:
1. Nave ausiliaria "ESPS Meteoro", nave ammiraglia, appartenente alla Marina Militare Spagnola
2. Cacciamine "Bad Rappenau", appartenente alla Marina Militare Tedesca
3. Cacciamine "HS Evropi", appartenente alla Marina Militare Greca
4. Cacciamine "ITS Numana", appartenente alla Marina Militare Italiana
5. Cacciamine "FS Capricorne",  appartenente alla Marina Militare Belga

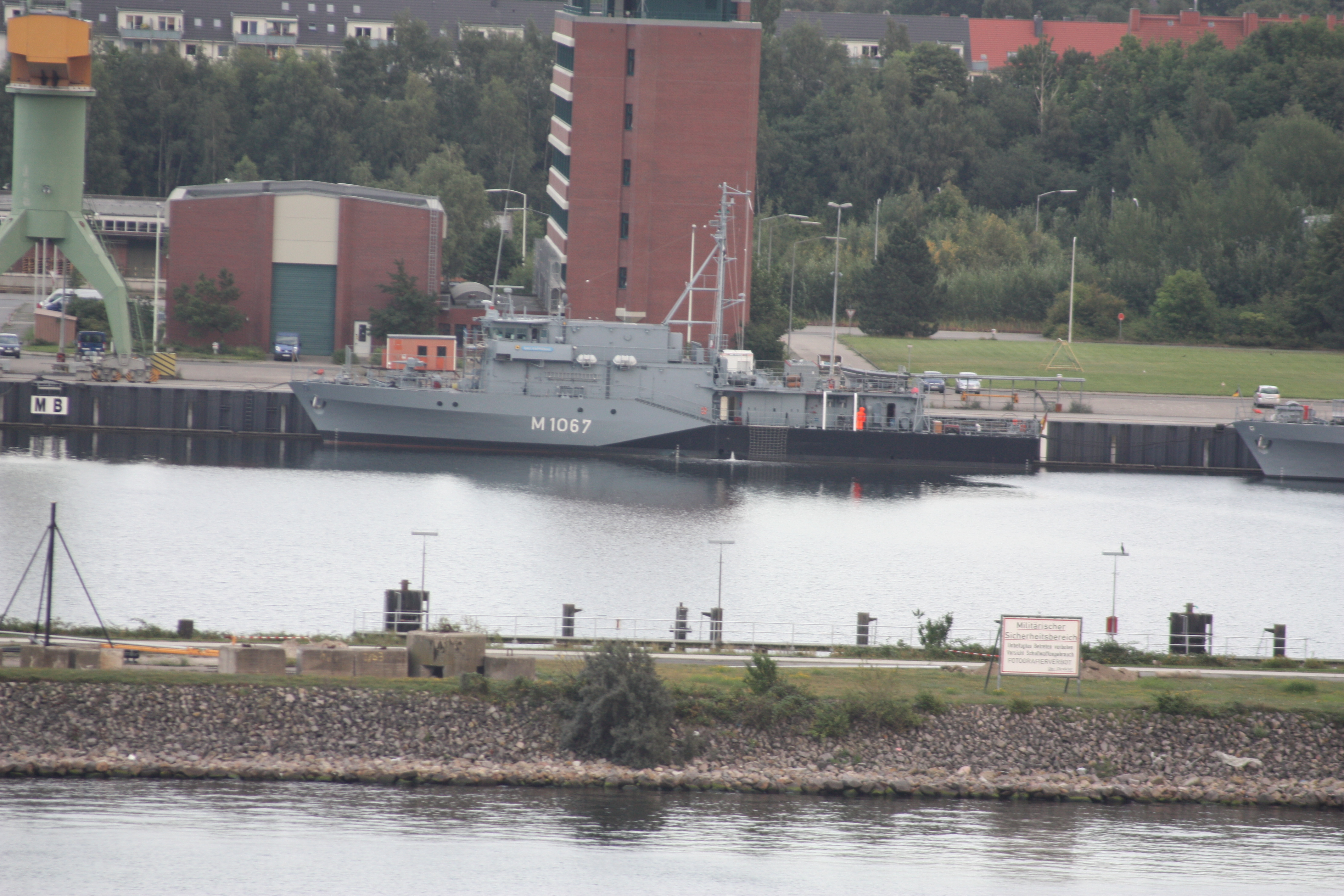
Bad Rappenau
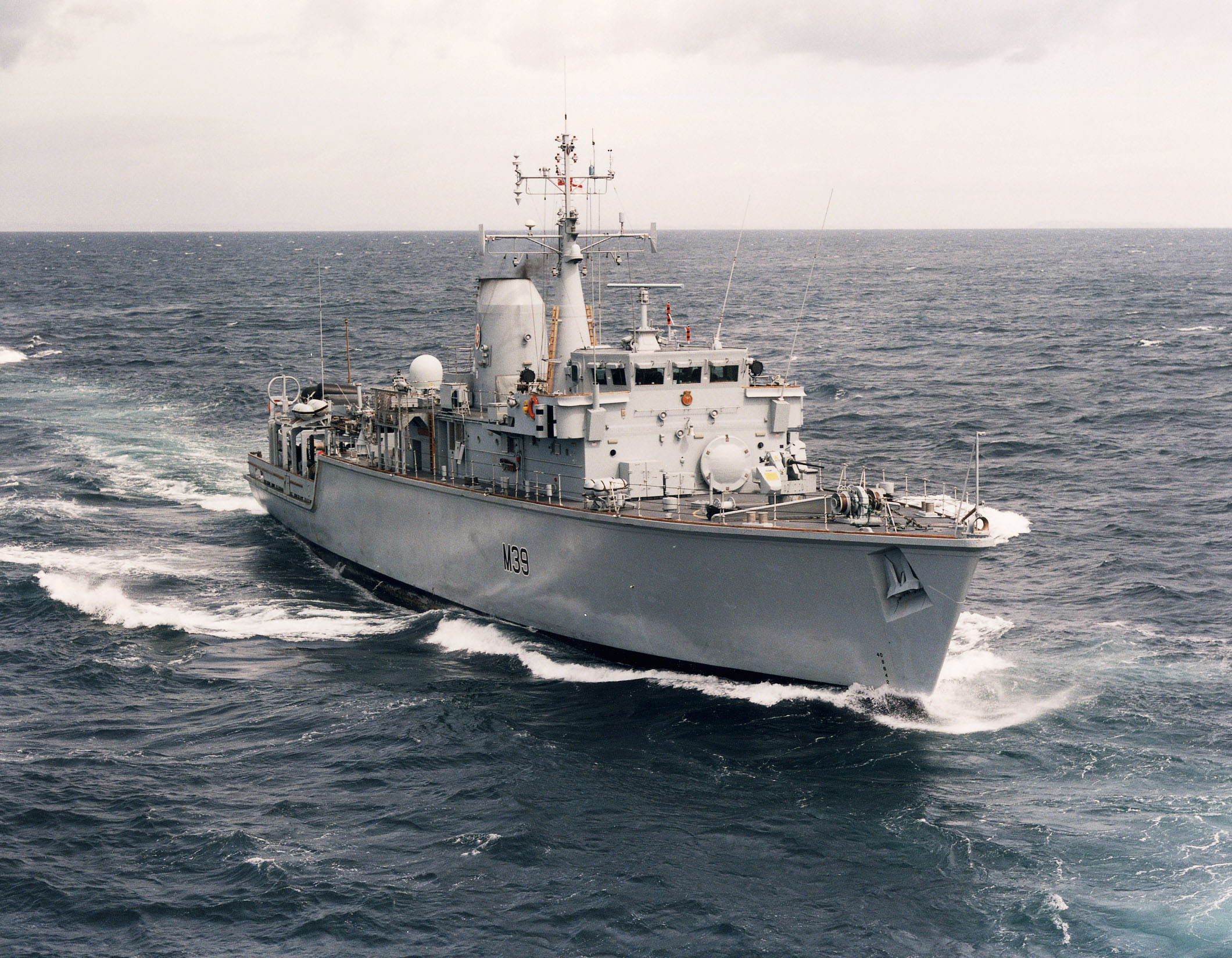
HS Evropi
ITS Numana